# Серија А Бразила у фудбалу
Серија А (порт. Campeonato Brasileiro Série A) је највиши ниво лигашког фудбалског такмичења у Бразилу. Тренутно, ово такмичење је састављено од 20 тимова, а по завршетку сезоне, најслабија 4 тима иду у нижи ранг такмичења, (Серију Б), а из Серије Б најбоља 4 долазе у Серију А.

## Систем такмичења
Читав бразилски фудбалски шампионат, је познат по екстремној неорганизованости, промјени правила из сезоне у сезону (некада и току саме сезоне), најчешће из разлога да најпознатији клубови не испадну у нижи ранг такмичења (ово је било најочигледније 1993, 1996. и 2000. године) или због правних спорова (који су настали из истих разлога, 1997. и 2000).
Ипак, од 2003, Серија А има исти систем такмичења: двоструки бод систем (свако са сваким, у гостима и код куће). Тим са највише освојених бодова, проглашава се побједником, односно прваком Бразила. Прије 2003. године, првак Бразила је углавном одлучиван послије неке врсте плеј-оф такмичења (најчешће у њему учествује најбољих 8 тимова сезоне). Иако у новом систему такмичења, можда, недостаје драме и напетости које су носила финала и плеј-оф такмичења, регуларност самог такмичења је на завидном нивоу, узевши како је било раније.
Године 2005, Серија А има 22 тима који су играли по двоструком лига систему (21 код куће и 21 у гостима), што је укупно било 462 утакмице. Првак и другопласирани тим су се аутоматски квалификовали за Куп Либертадорес, трећи и четврти су играли квалификације за учешће у истом купу Тимови од петог до једанаестог мјеста, представљали су Бразил у Купу Јужне Америке. Задња четири тима (19и, 20и, 21и и 22и) су прешла у Серија Б. Једанаест утакмица у 2005ој години су поништену, због намјештања, и морале су се поново одиграти.
Од сезоне 2006, број тимова у Серији А је смањен на 20, и Бразилска фудбалска Конфедерација тврди је то формат такмичења који се више неће мењати.

## Прваци Бразила
| Година | Шампион                     | Другопласирани                  | Трећепласирани         | Најбољи стријелац                                                                | Број погодака |
| ------ | --------------------------- | ------------------------------- | ---------------------- | -------------------------------------------------------------------------------- | ------------- |
| 1937.  | Атлетико Минеиро (MG)       | Флуминенсе (RJ)                 | Рио Бранко             | Паулиста (Атлетико Минеиро)                                                      | 8             |
| 1959.  | Баија (BA)                  | Сантос (SP)                     | Гремио (RS)            | Лео (Баија)                                                                      | 8             |
| 1960.  | Палмеирас (SP)              | Форталеза (CE)                  | Флуминенсе (RJ)        | Бекеке (Форталеза)                                                               | 7             |
| 1961.  | Сантос (SP)                 | Баија (BA)                      | Америка Рио де Жанеиро | Пеле (Сантос)                                                                    | 9             |
| 1962.  | Сантос (SP)                 | Ботафого (RJ)                   | Интернасионал (RS)     | Кутињо (Сантос)                                                                  | 7             |
| 1963.  | Сантос (SP)                 | Баија (BA)                      | Ботафого (RJ)          | Пеле (Сантос) Руитер (Конфианка)                                                 | 12            |
| 1964.  | Сантос (SP)                 | Фламенго (RJ)                   | Сеара (CE)             | Пеле (Сантос)                                                                    | 7             |
| 1965.  | Сантос (SP)                 | Васко (RJ)                      | Наутико (PE)           | Бита (Наутико)                                                                   | 9             |
| 1966.  | Крузеиро (MG)               | Сантос (SP)                     | Наутико (PE)           | Бита (Наутико) Тонињо Гвереиро (Сантос)                                          | 10            |
| 1967.  | Палмеирас (SP)              | Наутико (PE)                    | Гремио (RS)            | Цезар Малуко (Палмеирас) Адемар (Фламенго)                                       | 15            |
| 1968.  | Сантос (SP)                 | Интернасионал (RS)              | Васко (RJ)             | Тонињо Гвереиро (Сантос)                                                         | 18            |
| 1969.  | Палмеирас (SP)              | Крузеиро (MG)                   | Коринтианс (SP)        | Едуардо Коимбра (Америка Рио де Жанеиро)                                         | 14            |
| 1970.  | Флуминенсе (RJ)             | Палмеирас (SP)                  | Атлетико Минеиро (MG)  | Тостао (Крузеиро)                                                                | 12            |
| 1971.  | Атлетико Минеиро (MG)       | Сао Пауло (SP)                  | Ботафого (RJ)          | Дарио (Атлетико Минеиро)                                                         | 17            |
| 1972.  | Палмеирас (SP)              | Ботафого (RJ)                   | Интернасионал (RS)     | Дарио (Атлетико Минеиро) Педро Роча (Сао Пауло)                                  | 17            |
| 1973.  | Палмеирас (SP)              | Сао Пауло (SP)                  | Крузеиро (MG)          | Рамон (Санта Круз)                                                               | 21            |
| 1974.  | Васко (RJ)                  | Крузеиро (MG)                   | Сантос (SP)            | Роберто Динамит (Васко да Гама)                                                  | 16            |
| 1975.  | Интернасионал (RS)          | Крузеиро (MG)                   | Флуминенсе (RJ)        | Флавио (Интернасионал)                                                           | 16            |
| 1976.  | Интернасионал (RS)          | Коринтианс (SP)                 | Атлетико Минеиро (MG)  | Дарио (Интернасионал)                                                            | 16            |
| 1977.  | Сао Пауло (SP)              | Атлетико Минеиро (MG)           | Операрио (MS)          | Реиналдо (Атлетико Минеиро)                                                      | 28            |
| 1978.  | Гуарани (SP)                | Палмеирас (SP)                  | Интернасионал (RS)     | Паулињо (Васко да Гама)                                                          | 19            |
| 1979.  | Интернасионал (RS)          | Васко (RJ)                      | Коритиба (PR)          | Сезар (Америка Рио де Жанеиро) Сезар (Крузеиро)                                  | 12            |
| 1980.  | Фламенго (RJ)               | Атлетико Минеиро (MG)           | Интернасионал (RS)     | Зико (Фламенго)                                                                  | 21            |
| 1981.  | Гремио (RS)                 | Сао Пауло (SP)                  | Понте Прета (SP)       | Њуњес (Фламенго)                                                                 | 16            |
| 1982.  | Фламенго (RJ) Фламенго (RJ) | Гремио (RS)                     | Гуарани (SP)           | Зико (Фламенго))                                                                 | 21            |
| 1983.  | Фламенго (RJ)               | Сантос (SP)                     | Атлетико Минеиро (MG)  | Сержињо Чулапа (Сао Пауло)                                                       | 22            |
| 1984.  | Флуминенсе (RJ)             | Васко (RJ)                      | Гремио (RS)            | Роберто Динамит (Васко да Гама)                                                  | 16            |
| 1985.  | Коритиба (PR)               | Бангу (RJ)                      | Бразил де Пелотас      | Едмар (Гуарани)                                                                  | 20            |
| 1986.  | Сао Пауло (SP)              | Гуарани (SP)                    | Атлетико Минеиро (MG)  | Карека (Сао Пауло)                                                               | 25            |
| 1987.  | Фламенго (RJ) Спорт (PE)    | Интернасионал (RS) Гуарани (SP) |                        |                                                                                  |               |
| 1988.  | Баија (BA)                  | Интернасионал (RS)              | Флуминенсе (RJ)        | Нилсон (Интернасионал)                                                           | 15            |
| 1989.  | Васко (RJ)                  | Сао Пауло (SP)                  | Крузеиро (MG)          | Тулио Коста (Гојас)                                                              | 11            |
| 1990.  | Коринтианс (SP)             | Сао Пауло (SP)                  | Гремио (RS)            | Чарлс (Баија)                                                                    | 11            |
| 1991.  | Сао Пауло (SP)              | Атлетико Брагантино (SP)        | Атлетико Минеиро (MG)  | Паулињо (Сантос)                                                                 | 15            |
| 1992.  | Фламенго (RJ)               | Ботафого (RJ)                   | Васко (RJ)             | Бебето (Васко да Гама)                                                           | 18            |
| 1993.  | Палмеирас (SP)              | Виторија (BA)                   | Коринтианс (SP)        | Гуга (Сантос)                                                                    | 15            |
| 1994.  | Палмеирас (SP)              | Коринтианс (SP)                 | Гуарани (SP)           | Тулио Коста (Ботафого) Аморозо (Гуарани)                                         | 19            |
| 1995.  | Ботафого (RJ)               | Сантос (SP)                     | Крузеиро (MG)          | Тулио Коста (Ботафого)                                                           | 23            |
| 1996.  | Гремио (RS)                 | Португеса (SP)                  | Атлетико Минеиро (MG)  | Паоло Нуњес (Гремио) Реналдо (Атлетико Минеиро)                                  | 16            |
| 1997.  | Васко (RJ)                  | Палмеирас (SP)                  | Интернасионал (RS)     | Едмундо (Васко да Гама)                                                          | 29            |
| 1998.  | Коринтианс (SP)             | Крузеиро (MG)                   | Сантос (SP)            | Виола (Сантос)                                                                   | 21            |
| 1999.  | Коринтианс (SP)             | Атлетико Минеиро (MG)           | Сао Пауло (SP)         | Гиљерме (Атлетико Минеиро)                                                       | 28            |
| 2000.  | Васко (RJ)                  | Сао Каетано (SP)                | Крузеиро (MG)          | Магно Алвес (Флуминенсе) Дил (Гојас) Ромарио (Васко да Гама)                     | 20            |
| 2001.  | Атлетико Паранаинсе         | Сао Каетано (SP)                | Флуминенсе (RJ)        | Ромарио (Васко да Гама)                                                          | 21            |
| 2002.  | Сантос (SP)                 | Коринтианс (SP)                 | Гремио (RS)            | Луис Фабијано (Сао Пауло) Родриго Фабри (Гремио)                                 | 19            |
| 2003.  | Крузеиро (MG)               | Сантос (SP)                     | Сао Пауло (SP)         | Димба (Гојас)                                                                    | 30            |
| 2004.  | Сантос (SP)                 | Атлетико Паранаинсе             | Сао Пауло (SP)         | Вашингтон (Атлетико Паранаинсе)                                                  | 34            |
| 2005.  | Коринтианс (SP)             | Интернасионал (RS)              | Гојас (GO)             | Ромарио (Васко да Гама)                                                          | 22            |
| 2006.  | Сао Пауло (SP)              | Интернасионал (RS)              | Гремио (RS)            | Соуза (Гојас)                                                                    | 170           |
| 2007.  | Сао Пауло (SP)              | Сантос (SP)                     | Фламенго (RJ)          | Жозијел (Парана)                                                                 | 20            |
| 2008.  | Сао Пауло (SP)              | Гремио (RS)                     | Крузеиро (MG)          | Кеирисон (Коритиба) Вашингтон (Флуминенсе) Клебер Переира (Сантос)               | 21            |
| 2009.  | Фламенго (RJ)               | Интернасионал (RS)              | Сао Пауло (SP)         | Адријано (Фламенго) Дијего Тардели (Атлетико Минеиро)                            | 19            |
| 2010.  | Флуминенсе (RJ)             | Крузеиро (MG)                   | Коринтианс (SP)        | Жонас (Гремио)                                                                   | 23            |
| 2011.  | Коринтианс (SP)             | Васко (RJ)                      | Флуминенсе (RJ)        | Боргес (Сантос)                                                                  | 23            |
| 2012.  | Флуминенсе (RJ)             | Атлетико Минеиро (MG)           | Гремио (RS)            | Фред (Флуминенсе)                                                                | 20            |
| 2013.  | Крузеиро (MG)               | Гремио (RS)                     | Атлетико Паранаинсе    | Едерсон (Атлетико Паранаинсе)                                                    | 21            |
| 2014.  | Крузеиро (MG)               | Сао Пауло (SP)                  | Интернасионал (RS)     | Фред (Флуминенсе)                                                                | 18            |
| 2015.  | Коринтианс (SP)             | Атлетико Минеиро (MG)           | Гремио (RS)            | Рикардо Оливеира (Сантос)                                                        | 20            |
| 2016.  | Палмеирас (SP)              | Сантос (SP)                     | Фламенго (RJ)          | Вилијам Поткер (Понте Прета) Дијего Соуза (Спорт Ресифе) Фред (Атлетико Минеиро) | 14            |
| 2017.  | Коринтианс (SP)             | Палмеирас (SP)                  | Сантос (SP)            | Енрике Дорадо (Флуминенсе) Жо (Коринтианс)                                       | 18            |
| 2018.  | Палмеирас (SP)              | Фламенго (RJ)                   | Интернасионал (RS)     | Габријел Барбоса (Сантос)                                                        | 18            |
| 2019.  | Фламенго (RJ)               | Сантос (SP)                     | Палмеирас (SP)         | Габријел Барбоса (Фламенго)                                                      | 25            |
| 2020.  | Фламенго (RJ)               | Интернасионал (RS)              | Атлетико Минеиро (MG)  | Клаудињо (Ред Бул Брагантино) Лусијано (Сао Пауло)                               | 18            |
| 2021.  | Атлетико Минеиро (MG)       | Фламенго (RJ)                   | Палмеирас (SP)         | Халк (Атлетико Минеиро)                                                          | 19            |
| 2022.  | Палмеирас (SP)              | Интернасионал (RS)              | Флуминенсе (RJ)        | Херман Кано (Флуминенсе)                                                         | 26            |
| 2023.  | Палмеирас (SP)              | Гремио (RS)                     | Атлетико Минеиро (MG)  | Паулињо (Атлетико Минеиро)                                                       | 20            |
| 2024.  | Ботафого (RJ)               | Палмеирас (SP)                  | Фламенго (RJ)          | Алерандро (Виторија) Јури Алберто (Коринтианс)                                   | 15            |